# Oxalis glabra
Oxalis glabra är en harsyreväxtart som beskrevs av Carl Peter Thunberg. Oxalis glabra ingår i släktet oxalisar, och familjen harsyreväxter. Inga underarter finns listade i Catalogue of Life.